# Ферми на Шабаа
Фермите на Шабаа, или Мазария Шабаа (на английски: Shabaa Farms; на арабски: مزارع شبعا; на иврит: חוות שבעא – Havot Sheba’a), са миниатюрен спорен анклав на границата между Израел, Ливан и окупираните от Израел Голански възвишения на Сирия.

## Название
Думата farms в приетото от ООН англоезично название Shab’a farms е дословен превод на арабското маза̀рия (земеделски земи). Срещат се също вариантите Ферма на Шабаа и ивица/полоса Мази Шабаа, като Шабаа и Шебаа са съответно книжовната и диалектната форма на изговор на арабски език.